# Polytrichum squamosum
Polytrichum squamosum là một loài rêu trong họ Polytrichaceae. Loài này được Hook. f. & Wilson mô tả khoa học đầu tiên năm 1844.